# La Société Nouvelle
La Société Nouvelle was een Franstalig Belgisch tijdschrift.

## De oprichting
Het tijdschrift verscheen voor het eerst in 1884. Het werd geleid en gefinancierd door Fernand Brouez. Brouez, van huize uit rationeel socialistisch grootgebracht, was een volgeling van Jean Hyppolyte de Colins. De naam van het tijdschrift is geïnspireerd door de titel van een werk van Baron Colins. Toch was La Société Nouvelle geen officieel orgaan van de colinsistische ideologie, deze rol was weggelegd voor het tijdschrift Philosophie de L’avenir. De bedoeling van La Société Nouvelle was de versplintering te overstijgen en te komen tot een nieuwe ‘sociologie’ en een nieuwe kunst. Pas als de politieke partijen zouden verdwijnen zou wereldvrede mogelijk worden. Niet politici maar enkel denkers waren in staat de zieke maatschappij te genezen. Maar zover was het nog lang niet aangezien de denkers enkel geïnteresseerd waren in hun eigen vakgebied en nauwelijks aandacht besteden aan het werk van anderen. Vandaar het doel van La Société Nouvelle om de versplintering te overstijgen. Men wilde een forum creëren waarin allen die de samenleving wensten te genezen elkaar los van de partijpolitiek konden ontmoeten. Het was een forum voor allerlei sociologische, literaire, artistieke en wetenschappelijke strekkingen.

## Medewerkers
De medewerkers van La Société Nouvelle vormden een bont allegaartje van rationeel socialisten (zoals Louis de Potter en Agathon de Potter), sociaaldemocraten (Emile Vandervelde en Jules Destrée) en progressivisten. Vanaf 1893 zouden anarchisten een grotere plaats gaan bekleden. Met medewerkers als Peter Kropotkin, Élisée Reclus, Savario Merlino, Charles Malato, Ferdinand Domela Nieuwenhuis, was het de elite van het Europese anarchisme die in het tijdschrift een forum vond. Het gevolg hiervan was dat het anarchistische gedachtegoed een belangrijke groep intellectuelen en kunstenaars uit binnen en buitenland (Frankrijk) bereikte. Onder de medewerkers bevonden zich eveneens de Van Nu en Straksers Jacques Mesnil en Henry Van de Velde.
Met Reclus als tussenpersoon legde La Société Nouvelle contacten tussen Belgische schrijvers en Franse anarchistische tijdschriften. Mensen als Hubert Krains, Lemonnier, Francis Nautet, Heusy en Georges Eekhoud schreven voor de literaire bijdragen van de tijdschriften La Revolte et Les temps nouveaux.
In 1896 kwam aan de eerste reeks van La Société Nouvelle een eind door de gezondheidsproblemen van bezieler Fernand Brouez. Hij leed aan syfilis en overleed drie jaar later. In 1907 werd de nieuwe reeks van La Société Nouvelle met als hoofdredacteur Jules Noël opgestart. Het blad werd financieel bijgestaan door de weduwe van Fernand Brouez.

## Het colinsisme
Er waren grote ideologische verschillen tussen de colinsisten en anarchisten. Colins ideeën waren sterk beïnvloed door het liberalisme. Colins wilde dat tijdens een dictatoriale tussenfase alle productiemiddelen en grond zouden worden genationaliseerd. Volwassenen konden van de overheid stukken grond en productiemiddelen huren. Een goede opvoeding en onderwijs voor iedereen vormden eveneens een belangrijke doelstelling van het colinsisme. Anarchisten waren tegenstanders van iedere vorm van overheid en waren daarom ook tegenstanders van een tijdelijk dictatoriaal regime. De werken van Colins waren erg ingewikkeld en werden dan ook vaak verkeerd geïnterpreteerd. Na de Eerste Wereldoorlog raakte zijn filosofie in de vergetelheid.